# Fries-Straße
Die Fries-Straße (auch de Vries-Straße, russisch Пролив Фриза, Proliv Friza) ist eine Meerenge zwischen zwei Hauptinseln der Kurilen. Sie liegt zwischen der Nordostspitze von Iturup und der Südwest-Landspitze von Urup.
Sie verbindet das Ochotskische Meer im Westen mit dem Pazifischen Ozean im Osten.
Ihre Breite beträgt 42 km.
Die Straße wurde benannt nach dem niederländischen Entdecker Maarten Gerritszoon de Vries, dem ersten bekannten Europäer, der im Jahre 1643 diese Region erkundete.